# Hedgewars
Hedgewars è un videogioco strategico a turni, open source, freeware e multipiattaforma, pubblicato nel 2006, clone di Worms 2 di Team17 del 1998.
Il videogioco, nell'ultima versione 1.0.0 del 9 ottobre 2019, è disponibile per i sistemi operativi Linux, Microsoft Windows e macOS.

## Caratteristiche
Il gioco offre essenzialmente modalità di gioco singolo, intraprendendo una campagna di varie missioni o singole partite contro il computer, ed una modalità multiplayer, con possibilità di sfidare altri giocatori via rete LAN oppure via internet, collegandosi al server del sito ufficiale.
Sul sito ufficiale inoltre si può partecipare a dei tornei che vengono organizzati dagli stessi sviluppatori e la cui classifica è visibile tramite un collegamento nella pagina principale. Sono offerte inoltre moltissime opzioni per personaòizzare le partite e le modallità di gioco.

## Modalità di gioco

### Personaggi
Il giocatore impersona dei ricci e può crearne una o più squadre, che possono avere un massimo di 8 membri. A ogni riccio è possibile assegnare un nome e un "uniforme", che sono tratte da videogiochi, film, ecc. come Sherlock Holmes, Sonic, vari personaggi di Street Fighter, ecc. Al team si può assegnare il set di voce (mobster, russian, hillbilly, ecc.), modificarne il logo, scegliendo una delle tante bandiere presenti, e sceglierne la lapide e il forte (utilizzabile nella modalità Forte).

### Armi
Le armi a disposizione del giocatore sono molteplici: partendo dal bazooka, saranno utilizzabili armi come bombe angurie, vecchi limburger (arma che può intossicare l'avversario), arrivando alla macchina del tempo, a un aereo radiocomandato e al lancio di un mannarino da cucina.
Dalla versione 0.9.19 è disponibile anche un raggio congelatore, in grado di congelare l'acqua, le mine e i ricci avversari.

### Modalità di gioco
I giocatori possono giocare sia online e offline, avventurandosi nella modalità campagna, dove si dovranno sconfiggere nemici sempre più potenti controllati dall'IA. Oltre alla campagna, è anche possibile giocare contro altri giocatori sullo stesso computer o combattendo contro squadre IA (settando l'IA durante la creazione della squadra).